# Mettel (Adelsgeschlecht)

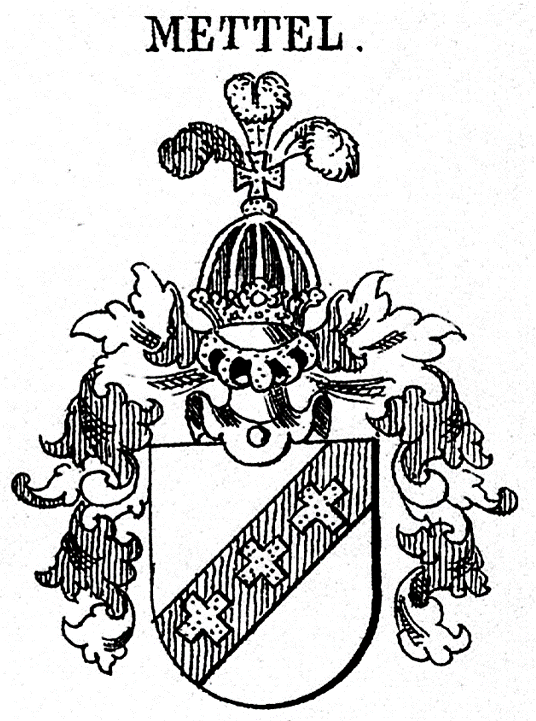
Wappen derer von Mettel

Mettel ist der Name eines schlesischen Adelsgeschlechts.

## Geschichte
Bartholomäus Georg Mettel (Metellus, Methel) (* vor 1520; † April 1571 in Prag) stammte aus Frankfurt (Oder), begann zum Wintersemester 1537 ein Studium der Rechtswissenschaften an der Brandenburgischen Universität Frankfurt seiner Heimatstadt und war von 1559 bis 1567 Kanzler des Bistums Breslaus unter den Bischöfen Balthasar von Promnitz und Kaspar von Logau. Für seine Verdienste wurde er 1562 mit dem bischöflichen Tafelgut Tschirnitz im Herzogtum Schweidnitz-Jauer belehnt. Er war in erster Ehe mit Magdalena von Krohmayer († 23. März 1564) und nach deren Tod mit einer Tochter von Kaspar Borschke von Mahliau, dem Burggrafen der bischöflichen Burg Freiwaldau, verheiratet. Bartholomäus Mettel erhielt zusammen mit seinem Bruder Albrecht am 28. Juni 1560 einen Wappenbrief. Eine spätere Nobilitierung lässt sich zwar nicht nachweisen, Konrad Blažek, der Verfasser aller Bände des Schlesischen Siebmacher Wappenbuches, zählte die Familie jedoch aufgrund ihres adligen Grundbesitzes zu den Adelsgeschlechtern. Aus der nächsten Generation besaß Julius Mettel, der in den Quellen auch als Mettel von Janovatz oder Mettel von Janovic erscheint und vermutlich ein Sohn des bischöflichen Kanzlers war, das Gut Wilhelmsthal (1599–1602) in der Grafschaft Glatz, Ober Hermsdorf (tschechisch Horní Heřmanice), ein Ortsteil von Barzdorf, das damals zum Weichbild Ottmachau im Fürstentum Neisse gehörte sowie die Güter Steine und Bunkai in der Standesherrschaft Groß Wartenberg, die möglicherweise von seiner Ehefrau stammten. Julius starb vor dem März 1613.
Ende des 19. Jahrhunderts behauptete der böhmische Großgrundbesitzer Otto Mettal, er sei ein Nachfahre der schlesischen Familie Mettel.

## Wappen
Blasonierung: In Silber ein roter Schräglinksbalken, belegt mit drei schrägrechts gelegten, goldenen Kreuzchen. Auf dem Helm eine altertümliche Krone mit Reichsapfel und goldenem Kreuz; letzteres besteckt mit drei Straußenfedern (rot, gold, silber). Die Helmdecken sind rot-silbern.